# 马尔西尼
马尔西尼（法語：Marcigny，法語發音：[maʁsiɲi]）是法国勃艮第-弗朗什-孔泰大區索恩-卢瓦尔省的一个市镇，属于沙罗勒区。 

## 地理
马尔西尼（46°16'29"N, 4°2'29"E）面积8.15 平方千米，位于法国勃艮第-弗朗什-孔泰大區索恩-卢瓦尔省，该省份为法国中部省份，北起顺时针与科多尔省、汝拉省、安省、罗讷省、卢瓦尔省、阿列省和涅夫勒省接壤。
与马尔西尼接壤的市镇（或旧市镇、城区）包括：博日、尚比伊、滨湖圣马丹、布里奥奈地区瑟米尔。
马尔西尼的时区为UTC+01:00、UTC+02:00（夏令时）。

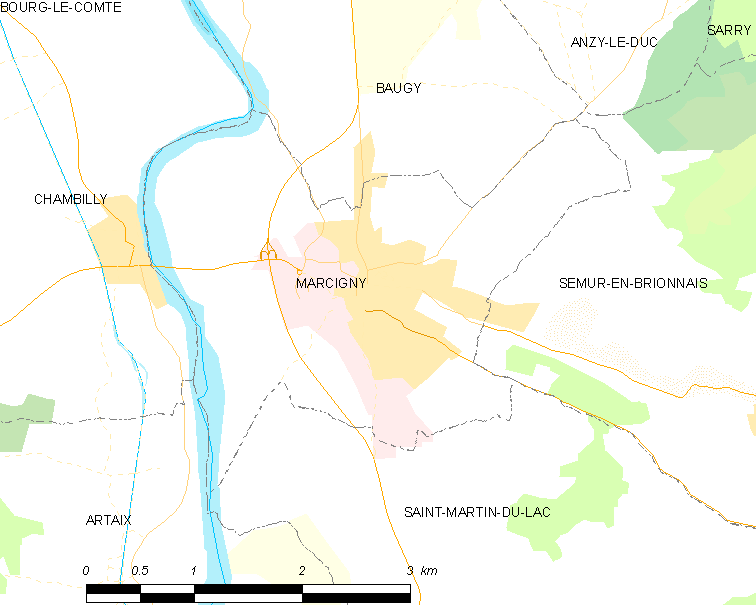
马尔西尼的OSM定位图

## 行政
马尔西尼的邮政编码为71110，INSEE市镇编码为71275。

## 政治
马尔西尼所属的省级选区为帕赖勒莫尼亚勒县。

## 人口

1962-2008年间马尔西尼人口变化图示

马尔西尼于2022年1月1日时的人口数量为1711人。